# 山中忠左衛門
山中忠左衛門（やまなか　ちゅうざえもん、1821年（文政4年）～1878年（明治11年）は、江戸時代の幕末期～明治時代の陶工家・萬古焼業者。 伊勢国末永村（三重県四日市市橋北地区）出身。四日市市の地場産業の萬古焼の創始者。四日市萬古焼の父と呼ばれている。沼波弄山が始めた萬古焼を地場産業として広めた人物である。

## 陶芸家
- 1821年（文政4年）生まれの山中忠左衛門は若い頃から焼き物が大好きで、特に再興萬古焼の森有節の陶芸作品に魅せられていた。山中忠左衛門は精巧華麗な有節萬古を収集するうちに自らも作陶の念に昴じ、更に唯福寺の住職の田端教正の海蔵庵窯に触発されて、1853年（嘉永6年）には自邸内に小規模の窯を築いて有節萬古の模作に務めた。[2]研究熱心な山中忠左衛門は、教正師匠や上島庄助の庄助窯を度々訪ねる一方で、有節窯の様子を知ろうとした。有節の秘法を知るためあらゆる方策を講じるものの、門外不出の製法を獲得するのは不可能に近かった。山中忠左衛門が萬古焼に固執するのは、幕末期の多くの生活困窮者を救済したいという悲願があった。江戸時代を通じて、三滝川と海蔵川に挟まれた、山中忠左衛門の住む末永村（現在の四日市市橋北地区一帯）や海蔵地区一帯は度々堤防決壊による大水害に襲われて、毎年のように水害が発生して、年貢にも事欠く貧農が多かった事情がある。[3]萬古焼の製造によって貧農を救済しようと20年以上も「有節萬古」の技術習得に努めて、学んだ技術を地元に惜しげもなくて伝えた。新しいデザインの開発をして山中忠左衛門はコーヒー茶碗を制作した。山中忠左衛門の技術を後世の四日市市民が受け継いだ。
- 嘉永年間に森有節の万古焼の製法を参考に急須などを製作して、製品は新万古焼とよばれた。[4]

## 年譜
- 山中忠左衛門は、朝明郡伊坂村（後の三重郡八郷村で1821年（文政4年）に生まれた。末永村（現在の四日市市橋北地区の川原町駅付近）の地主（村役人）であった山中家の養子となった。[5]山中忠左衛門は精巧かつ華麗な有節萬古に興味を持ち、愛玩した。森有節のような作品を制作するため試行錯誤を繰り返した。

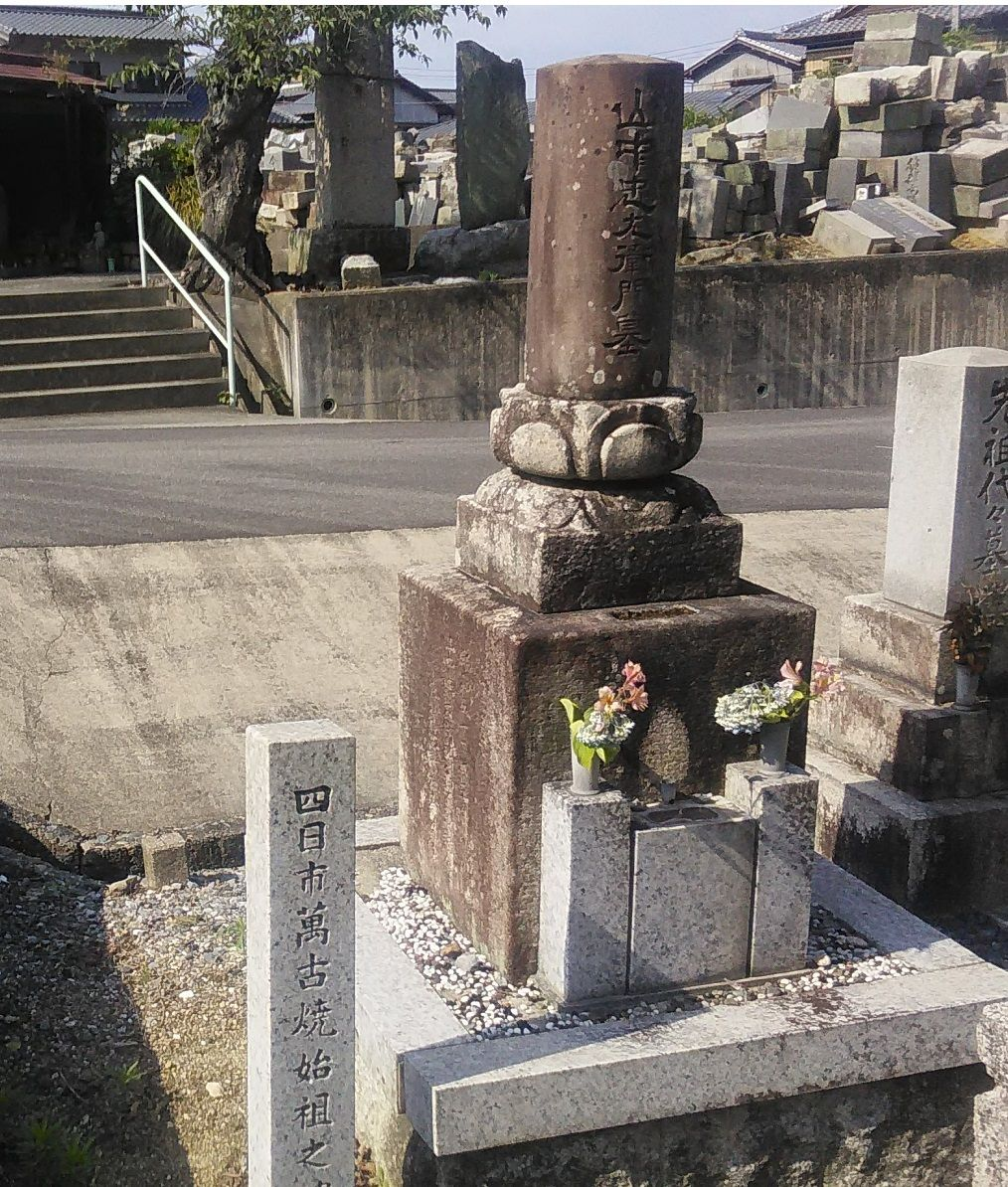
山中忠左衛門の墓(四日市市泊山墓苑)

- 山中忠左衛門の墓(四日市市泊山墓苑)裕福だった山中家の財産を失い、1870年（明治3年）には森有節風の大規模な窯の水車（現在の四日市市の浜一色）築き、本格的な萬古焼作りを開始して、開業した山中忠左衛門は萬古焼を分業生産として、失業者、貧困者、家庭主婦などに製法を教え、陶土や陶器具を貸し出しました。出来上がった作品が少々問題あっても、金銭で買い上げて製造方法のアドバイスをしたため、[6]従事者は一層懸命になり、「金に困ったら山中忠左衛門に行け」と言われるようになった。。[7]内職を地域住民にさせた。1878年（明治11年）に、58歳で死去した。墓所は四日市市泊山霊園。明治初期に四日市の有力者の出資で、四日市港～東京港間に蒸気船航路が開設されて、四日市萬古焼は日本全国へ広く販路が拡大された。これによって萬古焼は四日市の地場産業として窯を築く開業者が急増した。